# Temporada da Champ Car World Series de 2006
A Temporada da Champ Car World Series de 2006 foi a 28ª edição da Champ Car. Iniciou em 9 de abril de 2006 e acabou em 12 de novembro, depois de 14 provas. O campeão foi Sébastien Bourdais, da Newman/Haas Racing. Foi o terceiro título consecutivo do francês na categoria, e ele também tornou-se o primeiro piloto não-americano a fazê-lo.
Will Power, da Team Australia, conquistou o prêmio de melhor estreante, desbancando o inglês Dan Clarke. Marcou também as estreias de David Martínez, Nicky Pastorelli, Antonio Pizzonia, Tõnis Kasemets, Katherine Legge, Dan Clarke, Jan Heylen, Juan Cáceres, Andreas Wirth e Charles Zwolsman, enquanto Jimmy Vasser fez sua despedida como piloto da categoria. Buddy Rice e Ryan Briscoe, então pilotos da Indy Racing League, também participaram do campeonato.
Foi também marcada por 2 graves acidentes, sofridos por Cristiano da Matta (campeão em 2002) e Katherine Legge, ambos em Road America; o brasileiro colidiu com um cervo durante um teste, enquanto a britânica se acidentou quando faltavam 5 voltas para o final da prova.

## Calendário
13 etapas foram disputadas na temporada entre 10 de abril e 6 de novembro.
| Etapa | Nome da Corrida                                                | Circuito                          | Local da prova          | Data           | TV (USA)      | TV (Brasil)         |
| ----- | -------------------------------------------------------------- | --------------------------------- | ----------------------- | -------------- | ------------- | ------------------- |
| 1     | Toyota Grand Prix of Long Beach                                | Ruas de Long Beach                | Long Beach, Califórnia  | 9 de abril     | Speed Channel | Speed Channel / FX  |
| 2     | Grand Prix of Houston                                          | Ruas de Houston                   | Houston, Texas          | 13 de maio     | Speed Channel | Speed Channel / FX  |
| 3     | Tecate/Telmex Grand Prix of Monterrey                          | Fundidora Park                    | Monterrey, México       | 21 de maio     | Speed Channel | Speed Channel / FX  |
| 4     | Time Warner Cable Road Runner 225, Presented by US Bank        | Milwaukee                         | West Allis, Wisconsin   | 4 de junho     | Speed Channel | Speed Channel / FX  |
| 5     | G.I. Joe's presents the Champ Car Grand Prix of Portland       | Portland International Raceway    | Portland, Oregon        | 18 de junho    | Speed Channel | Speed Channel / FX  |
| 6     | Champ Car Grand Prix of Cleveland presented by U.S. Bank       | Cleveland Burke Lakefront Airport | Cleveland, Ohio         | 25 de junho    | Speed Channel | Speed Channel / FX  |
| 7     | Molson Indy Toronto                                            | Exhibition Place                  | Toronto, Ontário        | 9 de julho     | Speed Channel | Speed Channel / FX  |
| 8     | West Edmonton Mall Grand Prix of Edmonton                      | Edmonton City Centre Airport      | Edmonton, Alberta       | 23 de julho    | Speed Channel | Speed Channel / FX  |
| 9     | Taylor Woodrow Grand Prix of San Jose                          | Ruas de San José                  | San José, Califórnia    | 20 de julho    | Speed Channel | Speed Channel / FX  |
| 10    | Centrix Financial Grand Prix of Denver presented by PacifiCare | Ruas de Denver                    | Denver, Colorado        | 13 de agosto   | Speed Channel | Speed Channel / FX  |
| 11    | Molson Indy Montreal                                           | Circuit Gilles Villeneuve         | Montreal, Quebec        | 27 de agosto   | Speed Channel | Speed Channel / FX* |
| 12    | Grand Prix of Road America                                     | Road America                      | Elkhart Lake, Wisconsin | 24 de setembro | Speed Channel | Speed Channel / FX  |
| 13    | Lexmark Indy 300                                               | Ruas de Surfers Paradise          | Surfers Paradise,       | 22 de outubro  | Speed Channel | Speed Channel / FX  |
| 14    | Gran Premio Telmex-Tecate presented by Banamex                 | Autódromo Hermanos Rodríguez      | Cidade do México,       | 12 de novembro | Speed Channel | Speed Channel / FX  |

- 14  Circuitos ovais
- Circuitos mistos permanentes
- Circuitos de rua temporários

*Etapa de Montreal teve seu início no domingo mas, por conta da chuva, foi transferida para segunda-feira. A transmissão de domingo foi transmitida pela FX e pela Speed Channel no Brasil, porém na segunda-feira ao que tudo indica não houve transmissão.

## Pilotos e construtores
As 9 equipes que disputaram a temporada 2006 usaram chassi Lola B03/00, motor Ford-Cosworth 2.65L TurboV8 e pneus Bridgestone.
| Equipe                  | No. | Pilotos            | Corridas  | Patrocinador principal                                                             |
| ----------------------- | --- | ------------------ | --------- | ---------------------------------------------------------------------------------- |
| Newman/Haas Racing      | 1   | Sébastien Bourdais | Todas     | McDonald's                                                                         |
| Newman/Haas Racing      | 2   | Bruno Junqueira    | Todas     | Hole in the Wall Camps                                                             |
| Forsythe Racing         | 3   | Paul Tracy         | 1-13      | Indeck                                                                             |
| Forsythe Racing         | 3   | David Martínez     | 14        | Telmex                                                                             |
| Forsythe Racing         | 7   | Mario Domínguez    | 1-4       | Roshfrans                                                                          |
| Forsythe Racing         | 7   | A. J. Allmendinger | 5-13      | Indeck                                                                             |
| Forsythe Racing         | 7   | Buddy Rice         | 14        | Indeck                                                                             |
| CTE Racing-HVM          | 4   | Nelson Philippe    | Todas     | A Bird & A Bear Entertainment                                                      |
| CTE Racing-HVM          | 14  | Dan Clarke         | Todas     | The Imagine Appeal 3                                                               |
| Team Australia          | 5   | Will Power         | Todas     | Aussie Vineyards                                                                   |
| Team Australia          | 15  | Alex Tagliani      | Todas     | Aussie Vineyards                                                                   |
| PKV Racing              | 6   | Oriol Servià       | Todas     | Gulfstream                                                                         |
| PKV Racing              | 12  | Jimmy Vasser       | 1         | Bell Micro                                                                         |
| PKV Racing              | 20  | Katherine Legge    | Todas     | Optium 1 Bell Micro 13                                                             |
| Rocketsports Racing     | 8   | Antonio Pizzonia   | 1         | Champ Car Rotax Kart Challenge                                                     |
| Rocketsports Racing     | 8   | Nicky Pastorelli   | 2-6, 8-11 | Bavaria City Racing 4 Curacao Tourist Board 5                                      |
| Rocketsports Racing     | 8   | Mario Domínguez    | 12-14     | Pemex                                                                              |
| Rocketsports Racing     | 18  | Tõnis Kasemets     | 5-8, 12   | Flexovit Abrasives                                                                 |
| Rocketsports Racing     | 18  | Antonio Pizzonia   | 11, 13-14 | Team Brasil 1 Lexington Energy Services 2                                          |
| RuSPORT                 | 9   | Justin Wilson      | 1-12, 14  | CDW                                                                                |
| RuSPORT                 | 10  | A. J. Allmendinger | 1-4       | RuSPORT                                                                            |
| RuSPORT                 | 10  | Cristiano da Matta | 5-9       | RuSPORT                                                                            |
| RuSPORT                 | 10  | Ryan Briscoe       | 13-14     | RuSPORT                                                                            |
| Dale Coyne Racing       | 11  | Jan Heylen         | Todas     | Sonny's Real Pit Bar-B-Q 4 Muermans 2 Media Mall 7 BergHOFF 1                      |
| Dale Coyne Racing       | 19  | Cristiano da Matta | 1-4       | Sonny's Real Pit Bar-B-Q                                                           |
| Dale Coyne Racing       | 19  | Mario Domínguez    | 5-11      | Sonny's Real Pit Bar-B-Q                                                           |
| Dale Coyne Racing       | 19  | Juan Cáceres       | 12        | Sonny's Real Pit Bar-B-Q                                                           |
| Dale Coyne Racing       | 19  | Andreas Wirth      | 13-14     | Sonny's Real Pit Bar-B-Q                                                           |
| Mi-Jack Conquest Racing | 27  | Andrew Ranger      | Todas     | Tide 4<brMi-Jack 4 MSR Houston Racing School 1 Grand Prix of Montreal 1 Wal-Mart 4 |
| Mi-Jack Conquest Racing | 34  | Charles Zwolsman   | Todas     | Mi-Jack 11 GoldenPalace.net 3                                                      |

## Classificação

### Pilotos
Sistema de pontos:
- 1º - 20º = 31-27-25-23-21-19-17-15-13-11-10-9-8-7-6-5-4-3-2-1

Pontos bônus:
- 1 pela volta mais rápida na corrida
- 1 pela melhor volta no treino de sexta
- 1 pela pole position
- 1 por liderar alguma volta
- 1 por ganhar mais posições na corrida (em caso de empate, ganha o ponto quem terminar na frente. Em Toronto, Will Power saiu de 12° para 7° e Charles Zwolsman, de 14º para 9º. O australiano ganhou o ponto.)

A pontuação máxima de um piloto pode chegar a 35.
| Pos | Piloto         | LB  | HOU | MOT | MIL  | POR | CLE | TOR | EDM | SAN | DEN | MON | ROA | SUR | MEX | Pontos |
| --- | -------------- | --- | --- | --- | ---- | --- | --- | --- | --- | --- | --- | --- | --- | --- | --- | ------ |
| 1   | Bourdais       | 1   | 1   | 1   | 1    | 3   | Ret | 3   | 2   | 1   | 7   | 1   | 3   | 8   | 1   | 387    |
| 2   | Wilson         | 2   | 5   | 2   | 2    | 2   | Ret | 4   | 1   | 3   | 8   | Ret | 5   | INJ | 2   | 298    |
| 3   | Allmendinger   | Ret | 8   | 3   | 4    | 1   | 1   | 1   | 3   | 7   | 1   | Ret | 1   | Ret |     | 285    |
| 4   | Philippe       | Ret | 4   | Ret | 3    | 8   | 10  | Ret | Ret | 4   | 5   | 3   | 14  | 1   | 7   | 231    |
| 5   | Junqueira      | Ret | 10  | 10  | Ret  | 4   | 2   | 8   | Ret | Ret | 2   | 12  | 2   | 6   | 4   | 219    |
| 6   | Power (R)      | 9   | 7   | 11  | Ret  | 18  | 9   | 7   | 6   | 6   | 4   | 5   | 13  | 12  | 3   | 213    |
| 7   | Tracy          | Ret | 2   | 4   | Ret  | 7   | Ret | 2   | 5   | Ret | 6   | 2   | 10  | 4   | INJ | 208    |
| 8   | Tagliani       | 3   | Ret | 5   | DNS  | 11  | 4   | 6   | Ret | Ret | Ret | 7   | 11  | 3   | 5   | 205    |
| 9   | Dominguez      | 4   | 3   | 6   | Ret1 | 14  | 6   | 11  | 8   | 5   | Ret | 10  | 12  | 2   | Ret | 201    |
| 10  | Ranger         | 6   | 6   | 7   | 7    | 9   | 11  | 10  | 7   | Ret | Ret | Ret | 9   | 5   | 8   | 200    |
| 11  | Servia         | Ret | Ret | 8   | 5    | 10  | 3   | Ret | 4   | 8   | Ret | Ret | 4   | Ret | 6   | 196    |
| 12  | Clarke (R)     | 11  | Ret | 13  | 8    | 6   | 7   | Ret | 9   | Ret | 3   | 4   | 6   | Ret | Ret | 175    |
| 13  | Zwolsman (R)   | Ret | Ret | 12  | 9    | 12  | 15  | 9   | 10  | 9   | 10  | 8   | 7   | 7   | 11  | 161    |
| 14  | Heylen (R)     | 7   | 13  | 16  | Ret  | 15  | 5   | Ret | Ret | 11  | 11  | 9   | 9   | Ret | 13  | 140    |
| 15  | da Matta       | 5   | 9   | 9   | Ret  | 5   | 14  | 5   | Ret | 2   | INJ | INJ | INJ | INJ | INJ | 134    |
| 16  | Legge (R)      | 8   | 14  | 14  | 6    | 13  | 8   | Ret | Ret | 12  | 9   | 13  | Ret | Ret | 16  | 133    |
| 17  | Pastorelli (R) |     | Ret | 15  | 10   | 17  | Ret |     | Ret | 10  | Ret | 6   |     |     |     | 73     |
| 18  | Pizzonia (R)   | 10  |     |     |      |     |     |     |     |     |     | 11  |     | 10  | 12  | 43     |
| 19  | Kasemets (R)   |     |     |     |      | 16  | 12  | Ret | 11  |     |     |     | Ret |     |     | 34     |
| 20  | Wirth          |     |     |     |      |     |     |     |     |     |     |     |     | 9   | 15  | 19     |
| 21  | Briscoe (R)    |     |     |     |      |     |     |     |     |     |     |     |     | 11  | 14  | 17     |
| 22  | Martinez (R)   |     |     |     |      |     |     |     |     |     |     |     |     |     | 9   | 13     |
| 23  | Rice (R)       |     |     |     |      |     |     |     |     |     |     |     |     |     | 10  | 11     |
| 24  | Vasser         | Ret |     |     |      |     |     |     |     |     |     |     |     |     |     | 7      |
| 25  | Cáceres (R)    |     |     |     |      |     |     |     |     |     |     |     | 15  |     |     | 6      |
| Pos | Piloto         | LB  | HOU | MOT | MIL  | POR | CLE | TOR | EDM | SAN | DEN | MON | ROA | SUR | MEX | Pontos |

| Cor        | Resultado             |
| ---------- | --------------------- |
| Ouro       | Vencedor              |
| Prata      | 2.º lugar             |
| Bronze     | 3.º lugar             |
| Verde      | Terminou, nos pontos  |
| Azul       | Terminou, sem pontos  |
| Púrpura    | Ret – Retirou-se      |
| Vermelho   | NQ – Não qualificado  |
| Preto      | DSQ – Desqualificado  |
| Branco     | NL – Não largou       |
| Branco     | C – Corrida cancelada |
| Azul claro | AT – Apenas Treino    |
| Sem cor    | NP – Não participou   |
| Sem cor    | Les – Lesionado       |
| Sem cor    | EX – Excluído         |

1. Mario Dominguez foi punido com a perda de 7 pontos por causar uma colisão em Milwaukee.
2. Paul Tracy foi punido com a perda de 7 pontos por causar uma colisão em San Jose.
3. Paul Tracy foi punido, mais uma vez, agora com perda de 3 pontos por causar uma colisão em Denver.